# Orgyia corsica corsica
Orgyia corsica corsica is een vlinderondersoort uit de familie van de spinneruilen (Erebidae), onderfamilie donsvlinders (Lymantriinae). Het is de nominale ondersoort van Orgyia corsica. De wetenschappelijke naam van de ondersoort is voor het eerst geldig gepubliceerd in 1834 door Boisduval. 
Deze nachtvlinder komt voor in Europa.